# Aktoznawstwo
Aktoznawstwo – dziedzina archiwistyki, która bada sposób powstawania i cechy charakterystyczne (wewnętrzne i zewnętrzne) akt. Posiada szerszy zakres badania niż dyplomatyka. Jest to termin powstały niedawno w wyniku rozwoju form kancelaryjnych. Poza dokumentami średniowiecznymi, kładzie nacisk na opis materiałów archiwalnych powstałych od czasów nowożytnych do współczesnych. Jego niemiecki odpowiednik to Aktenkunde – wiedza o aktach. Ma zastosowanie w procesie aktotwórczym w momencie, gdy trzeba określić cechy wewnętrzne i zewnętrzne dokumentów wytworzonych w kancelarii.